# Recourbe-cils
Un recourbe-cils est un objet permettant de courber les cils d'un œil, qu'ils soient naturels ou faux. Généralement conçu en métal, il est utilisé pour des raisons principalement esthétiques.